# Casa Higini Roca
La Casa Higini Roca, també coneguda com la Joieria Baró, és un edifici del centre de Terrassa, situat al carrer dels Gavatxons i protegit com a bé cultural d'interès local.

## Descripció
És un edifici entre mitgeres, format per planta baixa i tres pisos, que ocupa una façana molt estreta. La façana presenta la planta baixa molt modificada a causa de la instal·lació d'un local comercial. Als pisos superiors hi ha balcons amb obertura d'arc rebaixat i voladís amb barana de ferro; aquests disminueixen de proporció progressivament. Aquestes bases tenen un perfil arrodonit. L'edifici té el coronament sinuós, amb elements decoratius de tipus floral.

## Història
L'edifici va ser construït l'any 1907 per l'arquitecte Lluís Muncunill. Juntament amb el Magatzem Corcoy i la Masia Marcet, és un dels edificis destacables del modernisme a Terrassa que, per descura, pateixen un grau més alt de degradació.